# Tages-Sextantiden
Der Meteorstrom der Tages-Sextantiden (englische Bezeichnung: Daytime Sextantids) ist jährlich zwischen dem 9. September und dem 9. Oktober aktiv. Sein Radiant befindet sich im Sternbild Sextant.

## Beobachtung
Die Tages-Sextantiden lassen sich hauptsächlich am Taghimmel detektieren, wenn sich der Radiant am Himmel befindet. Die Beobachtung des Meteorstromes erfolgt dabei mit Hilfe von Radar. Die Meteore hinterlassen beim Eintritt in die Atmosphäre Ionisationsspuren, an denen Radarsignale reflektiert werden.
Da sich der Radiant der Tages-Sextantiden etwa 30 Grad westlich der Sonne befindet, steigt der Meteorstrom kurz vor Einsetzen der Morgendämmerung am östlichen Horizont empor. Hierdurch sind die Tages-Sextaniden ebenfalls mit dem bloßen Auge beobachtbar.

## Herkunft
Die Umlaufbahnen der Meteore der Tages-Sextantiden stimmen gut mit dem Orbit des Asteroiden (155140) 2005 UD überein, wobei 2005 UD als Ursprungskörper noch nicht als gesichert gilt. Weiterhin besteht eine Ähnlichkeit mit der Umlaufbahn der Geminiden sowie deren Ursprungskörper (3200) Phaethon. Da sich die Spektren der beiden Asteroiden ähneln, wird von einem gemeinsamen Mutterkörper ausgegangen, der in der Vergangenheit zerbrach.